# Sârbeni
Sârbeni – wieś w Rumunii, w okręgu Teleorman, w gminie Sârbeni. W 2011 roku liczyła 773 mieszkańców.